# Auguste Le Prévost

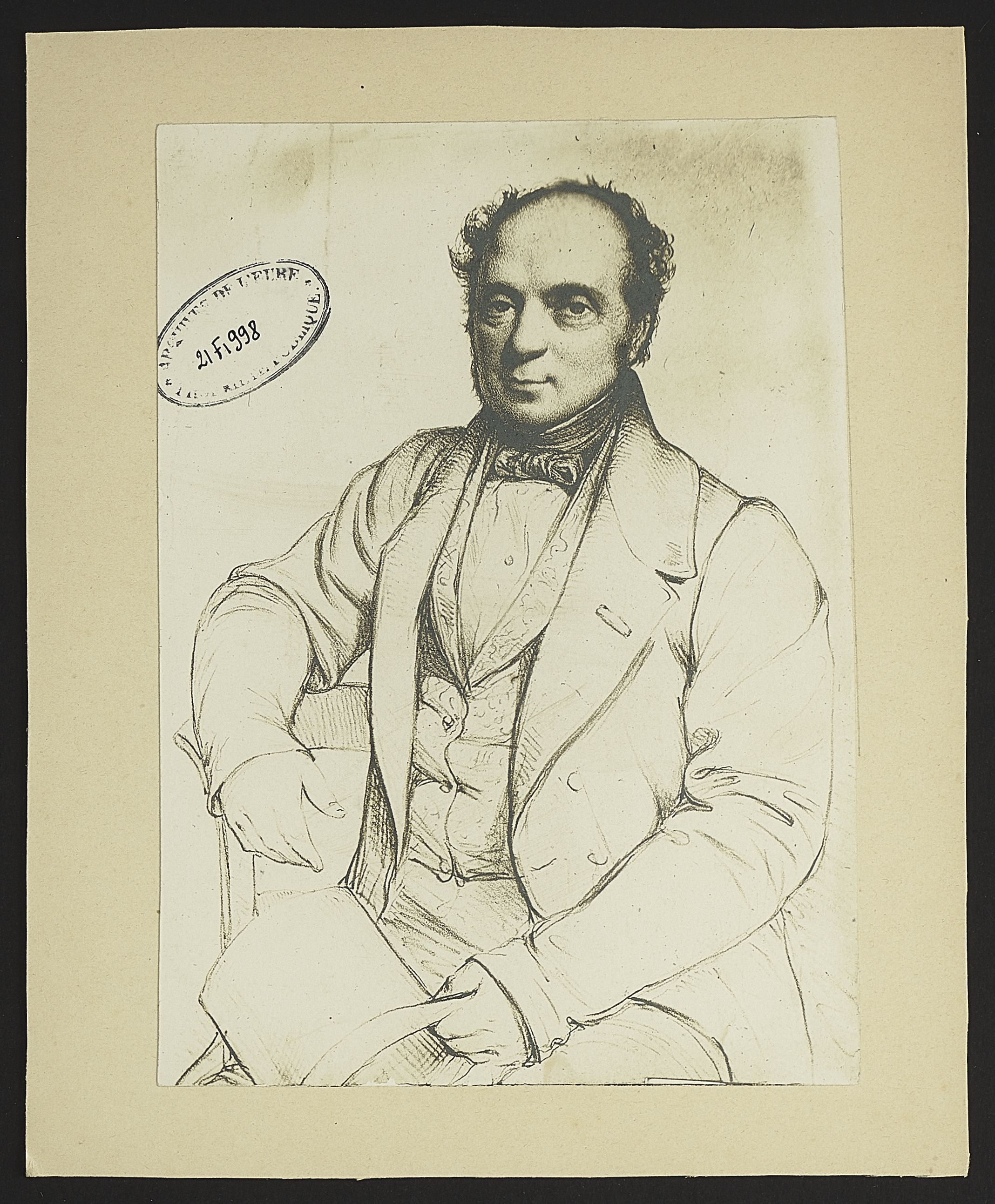
Auguste Le Prévost. Portrait, cliché imprimé, d'après un dessin original communiqué par Louis Passy. Archives départementales de l'Eure.

Auguste Le Prévost, né le 3 juin 1787 à Bernay et mort le 14 juillet 1859 à La Vaupalière, est un géologue, philologue, archéologue et historien français.
Son savoir encyclopédique, et la méthode rigoureuse et critique appliquée à ses recherches, en font un novateur en son temps. Charles Nodier l’a surnommé « le Pausanias de notre temps. »

## Biographie
En même temps qu’il effectue des études classiques et de droit, Auguste Le Prévost se passionne pour l’histoire et l’archéologie, ce qui le conduit à apprendre, outre le latin et le grec, l’anglais, l’italien, l’allemand, le suédois, l’hébreu et le sanscrit. Également à l’origine, avec son ami, le Caennais Arcisse de Caumont, des recherches sur l’architecture romane et gothique en Normandie et en France, il a cofondé, en 1824, avec ce dernier, Charles de Gerville et l’abbé Gervais de La Rue, la Société des antiquaires de Normandie, véritable « école en mouvement de spécialistes de l’architecture ». Élu à l’Académie de Rouen, en 1813, il présidera ensuite, à diverses reprises, diverses sociétés savantes de la Seine-Inférieure et de l’Eure.
Durant le voyage en Normandie de Nodier et du baron Taylor, il a été leur guide et leur directeur. Non content de les conduire sur place pour leur tout expliquer, il a donné à Nodier toutes ses notes et même un premier texte qui devait donner lieu à la publication, en 1820, des Voyages pittoresques et romantiques dans l'ancienne France:175. Lors de la visite, vers la même époque, de Gisors, par le géologue et botaniste Antoine Passy, il herborise avec lui, dans la campagne locale:177.
Passionné d’histoire normande, il publie en cinq volumes l’œuvre du chroniqueur normand Orderic Vital, qui donne de précieux renseignements sur les mœurs féodales, monastiques et populaires et l’histoire des XIe et XIIe siècles. Parmi ses nombreuses communications scientifiques, son Discours sur la poésie romantique, paru en 1825, signale son éclectisme.
En 1830, il publie deux séries de notes détaillées sur l’importante découverte de la collection d’objets d’orfèvrerie gallo-romaine, connue sous le nom de « trésor de Berthouville », figurant aujourd’hui parmi les pièces les plus précieuses du cabinet des médailles de la Bibliothèque nationale. Membre assidu de la Commission des monuments historiques, il a obtenu la restauration du théâtre antique de Lillebonne et de la salle capitulaire de Saint-Georges, puis l’achèvement de celle du palais de justice et l’abbaye Saint-Ouen de Rouen:xii. Ses innombrables Notes historiques et archéologiques restées inédites ont par ailleurs fait l’objet d’une publication en plusieurs volumes entre 1866 et 1869 par Louis Passy et Léopold Delisle : largement utilisées par des générations de chercheurs, elles font toujours autorité.
Le 22 aout 1814, appelé par Stanislas de Girardin au poste de sous-préfet de Bernay, il en est révoqué en novembre 1815, après les Cent-Jours. Bien décidé à ne plus engager sa liberté et à la consacrer reconquise à ses études, il rentre néanmoins en politique, lorsque l’ordonnance royale du 22 janvier 1831 instituant le conseil général de l’Eure l’y nomme:iv. Élu député, lors des élections législatives du 21 juin 1834, il sera constamment réélu jusqu’à la Révolution de 1848. Orléaniste, il voit disparaitre ce régime, sans pour autant s’opposer au nouveau régime républicain : « La République et moi, écrit-il au marquis de Blosseville, nous nous saluons mais nous ne nous parlons pas ». Il se consacre alors à nouveau à ses recherches, qu’il n'a d'ailleurs jamais abandonnées et qui lui ont valu le surnom de Pausanias normand. Il meurt en 1859, pratiquement aveugle, au château du Parquet à la Vaupalière.
Sa célébrité en a fait un personnage de roman. Dans son plus célèbre roman, Nez-de-Cuir (1936), Jean de La Varende le fait intervenir lorsque le héros, Roger de Tainchebraye, parcourt les ruines de l’abbaye de Saint-Évroult et qu’il rencontre « un homme noir [qui] s’agitait, mesurant, regardant, comptant, insecte actif et minuscule : c’était Auguste Le Prévost, l’archéologue de Bernay, le semi-fondateur de cette science qui allait prendre un tel essor ». Nez-de-Cuir évoque, à propos de l’abbaye, une mystérieuse crypte et « divers objets précieux, anneaux et sarments de crosses, qui viendraient d’une trouvaille faite par ici »... Déjà, Victor Hugo, dans Quatrevingt-treize (1874), avait évoqué une intervention d'Auguste Le Prévost dans la restauration d'une crypte située sous la tour imaginaire de la Tourgue : « Cette crypte, aux trois quarts comblée, a été déblayée en 1855 par les soins de M. Auguste Le Prévost, l'antiquaire de Bernay ».
Il a intégré l’Académie des sciences, belles-lettres et arts de Rouen en 1813, la Société de l’histoire de France en 1835, et l’Académie des inscriptions et belles-lettres en 1838. Le 30 mai 1851, il est élu agrégé à l'Académie des sciences, belles-lettres et arts de Savoie. Nommé officier de la Légion d'honneur, en avril 1845, il a, en outre, intégré la Société botanique de France en 1854, et la Société des antiquaires de Normandie. Il est également cité comme actionnaire de la Société des amis des arts de Rouen (d), en 1837.

## Distinctions
- Officier de la Légion d'honneur (1845)

## Hommages
Une rue de Bernay a reçu le nom d’Auguste Leprévost [sic].

## Publications
- Anciennes divisions territoriales de la Normandie, Paris, Crapelet, 1837.
- Architecture gallo-romaine et architecture du moyen âge, Paris, Imprimerie Impériale, 1857.
- Dictionnaire des anciens noms de lieux du département de l’Eure, Évreux, Ancelle, 1839.
- Dictionnaire du patois normand en usage (...) dans l’Eure (avec Paul Eugène Robin (d) et le marquis de Blosseville), Évreux, Charles Hérissey, 1879-1882 ; Genève, Slatkine Reprints, 1978.
- Sur la poésie romantique, Rouen, Pierre Périaux, 1825 (OCLC 717815566, lire en ligne).
- Essai sur les romances historiques du Moyen Âge, Rouen, Pierre Périaux, 1814.
- Le Roman de Rou et des ducs de Normandie, Rouen, Édouard Frère, 1827.
- Liste des principaux objets trouvés à Berthouville, Évreux, Ancelle fils, 1830.
- Mémoire sur la collection de vases antiques trouvée, en mars 1830, à Berthouville, Caen, T. Chalopin, 1832, 75 p., 15 pl. ; illustr. (OCLC 793736559, lire en ligne)
- Mémoires et notes de M. Auguste Le Prévost pour servir à l’histoire du département de l’Eure, publiées par Léopold Delisle et Antoine Passy, 3 vol., Évreux, Auguste Hérissey, 1862-1869.
- Note sur les antiquités romaines de Serquigny, Ancelle fils, Évreux, 1830.
- Notes pour servir à la topographie et à l’histoire des communes du département de l’Eure au Moyen Âge, Évreux, Auguste Hérissey, 1849.
- Notice historique et archéologique sur le département de l’Eure, Évreux, Ancelle fils, 1832.
- Notice sur la châsse de Saint-Taurin d’Évreux, Évreux, J.-J. Ancelle, 1838, 61 p., 24 cm (OCLC 26049020).
- Supplément aux notes historiques sur le roman de Rou, Rouen, Édouard Frère, 1829, 28 p., 21 cm (OCLC 63945015, lire en ligne).
- Rapport sur les pièces adressées à l’Académie Royale des Sciences, Belles-Lettres et Arts de Rouen, par M. le Professeur Carl Rafn, Rouen, Nicétas Périaux, 1830.
- Réflexions sur Alain Blanchard, Rouen, Brière, 1829.
- Réflexions sur les antiquités des départements de l'Eure et de la Seine-Inférieure, et notamment sur les restes d'Agnès Sorel, Rouen, Académie de Rouen, 1815.
- Réponse à l’écrit de M. Letronne intitulé : « Examen critique du prétendu cœur de saint Louis », Paris, Imprimeurs unis, 1844.
- Supplément aux notes historiques sur le « Roman de Rou », Rouen, Édouard Frère, 1829.

### Éditions scientifiques
- Orderic Vital,  Historiae ecclesiasticae (...), 5 vol., Paris, J. Renouard, 1838-1855.
- (en) The Conquest of England, from Wace's poem of the Roman de Rou, Londres, s.n., 1860.